# Burundi na Mistrzostwach Świata w Lekkoatletyce 2017
Burundi na Mistrzostwach Świata w Lekkoatletyce 2017 – reprezentacja Burundi podczas mistrzostw świata w Londynie liczyła 4 zawodników, którzy zdobyli 1 medal.

## Zdobyte medale
| Medal  | Zawodniczka        | Konkurencja   | Rezultat | Data        |
| ------ | ------------------ | ------------- | -------- | ----------- |
| srebro | Francine Niyonsaba | bieg na 800 m | 1:59,92  | 13 sierpnia |

## Skład reprezentacji
Mężczyźni
| Zawodnik               | Konkurencja           | Eliminacje | Eliminacje | Półfinał | Półfinał | Finał    | Finał   |
| Zawodnik               | Konkurencja           | Rezultat   | Pozycja    | Rezultat | Pozycja  | Rezultat | Pozycja |
| ---------------------- | --------------------- | ---------- | ---------- | -------- | -------- | -------- | ------- |
| Antoine Gakeme         | bieg na 800 metrów    | 1:45,97    | 11. q      | 1:47,08  | 21.      | NQ       | NQ      |
| Onesphore Nzikwinkunda | bieg na 10 000 metrów | —          | —          | —        | —        | 28:09,98 | 19.     |
| Abraham Niyonkuru      | maraton               | —          | —          | —        | —        | 2:42,27  | 71.     |

Kobiety
| Zawodniczka        | Konkurencja        | Eliminacje | Eliminacje | Półfinał | Półfinał | Finał    | Finał   |
| Zawodniczka        | Konkurencja        | Rezultat   | Pozycja    | Rezultat | Pozycja  | Rezultat | Pozycja |
| ------------------ | ------------------ | ---------- | ---------- | -------- | -------- | -------- | ------- |
| Francine Niyonsaba | bieg na 800 metrów | 1:59,86    | 1. Q       | 2:01,11  | 16. Q    | 1:55,92  | srebro  |